# Priske Dehandschutter
Priske Dehandschutter is een Belgisch actrice en sopraanzangeres. In 2012-2013 was ze te zien als Jana Pleysier in de Vlaamse soapserie Familie.

## Televisie
- Familie - Jana Pleysier (2012-2013)
- Zone Stad - Karen (2010)
- Louislouise - Isabel (2009)
- Booh! - Aagje (2005-2006)

Daarnaast verzorgt ze de Vlaamse nasynchronisatie van de Japanse animatieserie Heidi, en deed ze stem van Honey Lemon	voor de Disney-film Big Hero 6 uit 2014.

## Theater en opera
Priske Dehandschutter is samen met acteurs Jos Dom en Johan De Paepe een van de drijvende krachten achter theater Tweelicht & Zoon. Daarnaast verleende ze haar stem aan de Vlaamse Opera en de Opéra de Luxembourg.